# الباحثون (لوحة)
الباحثون هي لوحة زيتيّة رُسمت على قماش للرسام والفنّان الإسباني خواكين سورويا في عام 1897. تبلغُ أبعاد اللوحة 122 × 151 سم وقد حاول سورويا من خلالِها تصوير وتمثيل طبيب الأعصاب لويس سيماور وهوَ طبيب وصديق عائلة الرسام داخل مُختبر. عُرضت اللوحة لأوّل مرة في المعرض الوطني للفنون الجميلة في عام 1897 أما اليوم فهيَ في متحف سورويا في العاصِمة الإسبانيّة مدريد.